# ترفيديات
تِرْفِيدِيَّات أو ذباب الخنجر أو فصيلة ثيريفيدي (الاسم العلمي: Therevidae)، فصيلة حشرات من ذوات الجناحين. تضم حوالي 1600 نوعًا موصوفًا منتشرة في جميع أنحاء العالم. تألف البراري والحراج المبعثرة الاشجار والاراضي المذحاة. يرقاتها واثجة تعيش الجثالة والتربة.